# Rába Tímea
Rába Tímea (Győr, 1969. december 21. –) modell, műsorvezető, színész.

## Életpályája
Az 1991-es Miss Hungary szépségversenyen második helyezett lett, egzotikus szépsége miatt. Játszott Makk Károly Magyar Requiem című filmjében és a Ruttkai Éva Színházban több darabban is szerepelt. Emellett a TV2-n a Lottó, Kenó, illetve Skandináv Lottó sorsolás háziasszonya. Hetekig járta az országot mint a Szerencsejáték Zrt. háziasszonya egy országos road show keretében. A Magyar Televíziónál az Első Kézből című műsorban, az ATV Fitnesz műsorában. Szerepelt a Jóban Rosszban néhány epizódjában és a Barátok közt Nyitrai Danielláját alakította 2001–2003 között. Vendégszereplő volt a Mr. és Mrs.-ben és a Vacsoracsatában. 2006 januárjában szerepelt a Playboyban, amit pár évvel később így értékelt: „Megbántam volna, ha kihagyom.”
Három testvére van. Férje Tóbiás József országgyűlési képviselő (MSZP), három gyermek édesanyja: Márk, aki az előző házasságából született (1994), Nina (2003) és Noel (2008).